# بخش ماریون (شهرستان کلینتون، اوهایو)
بخش ماریون (به انگلیسی: Marion Township) یک منطقهٔ مسکونی در ایالات متحده آمریکا است که در شهرستان کلینتون، اوهایو واقع شده‌است.
 بخش ماریون ۶۶٫۰ کیلومتر مربع مساحت و ۵٬۳۹۴ نفر جمعیت دارد و ۲۹۲ متر بالاتر از سطح دریا واقع شده‌است.